# John Norquay

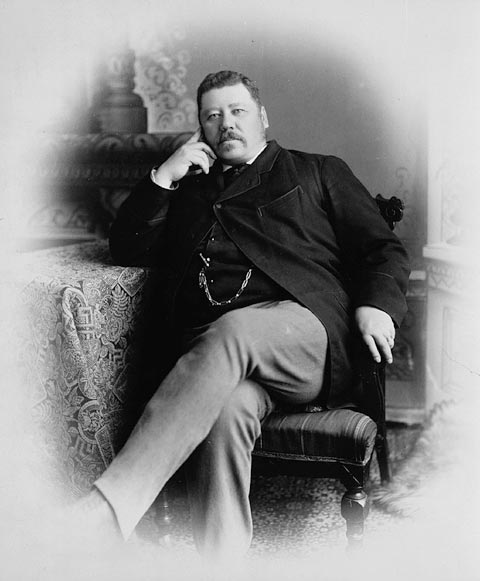
John Norquay

John Norquay (* 8. Mai 1841 bei St. Andrews, Manitoba; † 5. Juli 1889 in Winnipeg) war ein kanadischer Politiker. Er war Premierminister der Provinz Manitoba und regierte vom 16. Oktober 1878 bis zum 24. Dezember 1887. Er war der erste in dieser Provinz geborene Regierungschef.

## Biografie
Norquay war ein Angehöriger der englischsprachigen Métis aus der Red-River-Kolonie. Seine Eltern starben, als er noch ein Kind war, so dass er vom Großvater aufgezogen wurde. Seine Schulbildung erhielt er von David Anderson, dem anglikanischen Bischof von Ruperts Land. Nach dem Schulabschluss war er selbst als Lehrer tätig, später als Pelzhändler. Norquay war zwar nicht direkt an der Red-River-Rebellion von 1869/70 beteiligt, übermittelte aber Nachrichten zwischen Rebellenführer Louis Riel und den anglophonen Métis. Bei der ersten Wahl zur Legislativversammlung von Manitoba im Dezember 1870 wurde er per Akklamation im Wahlbezirk High Bluff gewählt.
Im Parlament nahm Norquay bald eine Führungsposition unter den anglophonen Métis ein. Im Dezember 1871 berief ihn Premierminister Marc-Amable Girard als Minister für staatliche Bauvorhaben und Landwirtschaft in die Provinzregierung. Er nahm an der Unterhauswahl 1872 teil, unterlag aber einem Unterstützer Riels. Aufgrund von Spannungen zwischen englisch- und französischsprachigen Ministern brach Girards Regierung im Dezember 1874 auseinander, auch Norquay trat zurück. Doch bereits im März 1875 erhielt er wieder einen Ministerposten, als Robert Atkinson Davis, Girards Nachfolger, ihn zum Provinzsekretär ernannte. Ab Mai 1876 war er ein weiteres Mal Minister für öffentliche Bauvorhaben.
Nach Davis’ Rücktritt übernahm Norquay am 16. Oktober 1878 das Amt des Premierministers. Während seiner Regierungszeit bemühte er sich um einen Ausgleich zwischen der Sprach- und Herkunftsgruppen sowie den Konfessionen, verlor aber 1879 nach Differenzen die Unterstützung des Katholikenführers Joseph Royal. Norquay betrachtete sich als überparteilich und widersetzte sich der Polarisierung in liberale und konservative Kräfte. Er gewann die Wahlen von 1879 und widmete sich zunehmend der Frage privater Eisenbahnprojekte, die er zugunsten der Canadian Pacific Railway (CPR) behinderte.
In Opposition zum 20-jährigen Monopol, das die CPR für sich reklamierte, entstand die Manitoba Liberal Party, die damit die Interessen von Siedlern und Unternehmern vertrat. Dies wiederum drängte Norquay zu den Konservativen, so dass die Regierung de facto als konservativ galt. Der kanadische Premierminister John Macdonald unterstützte Norquay und die Quasi-Konservativen gewannen auch die Wahlen von 1886. Doch als die Provinzregierung 1887 einen Kurswechsel vornahm und den Bau mehrerer Zweigstrecken fördern wollte, stellte sich Macdonald gegen Norquay, der am 24. Dezember 1887 als Regierungschef zurücktrat. Als David Howard Harrison nach nur drei Wochen scheiterte und der Liberale Thomas Greenway das Amt des Premierministers übernahm, wurde Norquay zum Oppositionsführer. Bei den Wahlen von 1888 konnte er seinen Sitz knapp verteidigen. Ein Jahr später starb er unerwartet, möglicherweise an einer Blinddarmentzündung.
Nach ihm wurde 1904 der Mount Norquay benannt, ein 2133 Meter hoher Berg in unmittelbarer Nähe der Stadt Banff in der Provinz Alberta. 1887 oder 1888 soll Norquay den Berg selbst bestiegen haben, erreichte den Gipfel aber nicht. Ebenfalls seinen Namen trägt das Dorf Norquay im Osten von Saskatchewan.
Die kanadische Bundesregierung, vertreten durch den für das Historic Sites and Monuments Board of Canada zuständigen Minister, ehrte Norquay am 20. Mai 1943 für sein Wirken und erklärte ihn zu einer „Person von nationaler historischer Bedeutung“.